# Картоплярство

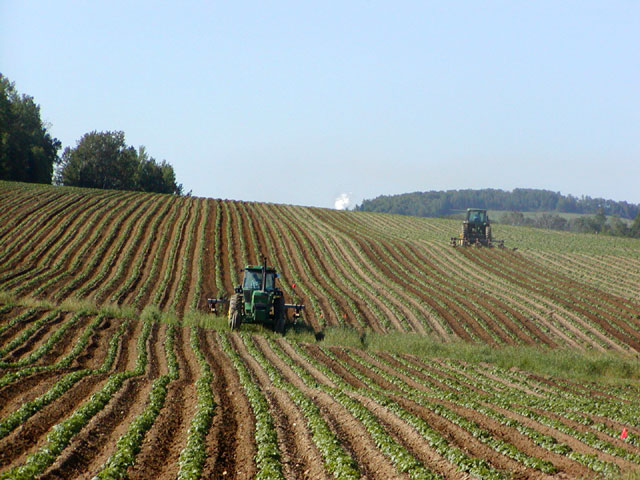
Картопляна нива Форт Фейрфілд в штаті Мен (США)

Картоплярство — це галузь сільськогосподарського виробництва, що вирощує картоплю для продовольчих, кормових і промислових цілей.
Виробництво картоплі у світі, 2009 рік (т)
| №  | Країна     | Виробництво картоплі |
| -- | ---------- | -------------------- |
| 1  | КНР        | 73 281 890           |
| 2  | Індія      | 34 391 000           |
| 3  | Росія      | 31 134 000           |
| 4  | Україна    | 19 666 100           |
| 5  | США        | 19 569 100           |
| 6  | Німеччина  | 11 617 500           |
| 7  | Польща     | 9 702 800            |
| 8  | Франція    | 7 226 310            |
| 9  | Нідерланди | 7 181 000            |
| 10 | Білорусь   | 7 124 980            |